# Moteur EP
VTi
Pour les articles homonymes, voir VTI.
Le moteur EP est un moteur thermique automobile à combustion interne produit par la Française de mécanique. À son lancement en 2006, il est prévu qu'il équipe la gamme intermédiaire du constructeur français Groupe PSA, le constructeur allemand BMW et Mini.
Disponible en version 1.4 L (EP3) et 1.6 L (EP6), le moteur EP est un quatre cylindres en ligne essence remarquable par ses faibles émissions de CO2 et son couple généreux en déclinaison turbocompressée. Ces moteurs prennent comme appellation commerciale « VTi » (Variable Valve Lift and Timing injection) pour les versions atmosphériques et « THP » (Turbo High Pressure) pour les versions suralimentées.
Ils remplacent une partie des moteurs de la gamme TU (ET3 et TU5) et EW (EW7, EW10 et EW12) chez PSA.

## Histoire
Issus d'une collaboration entre le groupe PSA et BMW, les moteurs EP, autrement appelés « Prince », ont été élus plusieurs fois « Moteur international de l'année » et sont produits à la Française de Mécanique, à Douvrin.
Il a été annoncé le 29 septembre 2009 la fourniture du 1.6l Turbo à partir de 2012 au constructeur suédois Saab pour remplacer les moteurs Opel. À la suite des difficultés financières de ce dernier, BMW dépose une plainte pour non-paiement des moteurs livrés. La somme de 2,6 millions d'euros est réclamée à Saab parts, BMW sera débouté par la justice : l'accord avait été signé avec Saab Automobile ayant été mis en faillite en décembre 2011.
 (juin 2018).
En 2010, l'accord entre BMW Group et PSA a été renforcé et ouvre de nouvelles possibilités de coopérations technologiques.
Cet accord, qui courait jusqu'en 2016, n'a pas été reconduit, les projets d'alliance entre PSA et General Motors ayant conduit le Bavarois à développer ses propres moteurs en interne.
PSA a continué à développer seul les moteurs EP en version suralimentée.
En 2014, le magazine spécialisé britannique « Engine Technology International » décerne à l'EP pour la huitième fois consécutive le Prix International du Moteur de l’année dans la catégorie 1,4 l à 1,8 l.

## Conception
Cette famille de moteurs se caractérise par des blocs 4 cylindres en ligne essence quatre temps, refroidis par eau, entraînés par une chaîne de distribution. Le bloc moteur est en aluminium moulé. Il est doté d'une culasse aluminium à 16 soupapes avec arbres à cames en tête et d'un vilebrequin 5 paliers. Le sens de rotation de ce moteur est horaire (côté distribution).
Plusieurs technologies sont mises en œuvre telles que la distribution variable Valvetronic et double VANOS développées par l'allemand BMW. La suralimentation par turbocompresseur permet à ces moteurs de 1 598 cm3 d'atteindre plus de 200 ch et 275 N m dès les bas régimes, le tout sur une plage étendue. En effet la version 200 ch annonce sa puissance maximale de 5 500 à 6 800 tr/min et son couple maximal dès 1 700 tr/min jusqu'à 4 500 tr/min. À l'image de la Peugeot 405 T16, un overboost est disponible et augmente temporairement le couple, l'EP6DTS des 207 RC et Mini Cooper S obtiennent ainsi un gain de 20 N m soit 260 N m de 1 600 à 5 000 tr/min.

### Évolutions

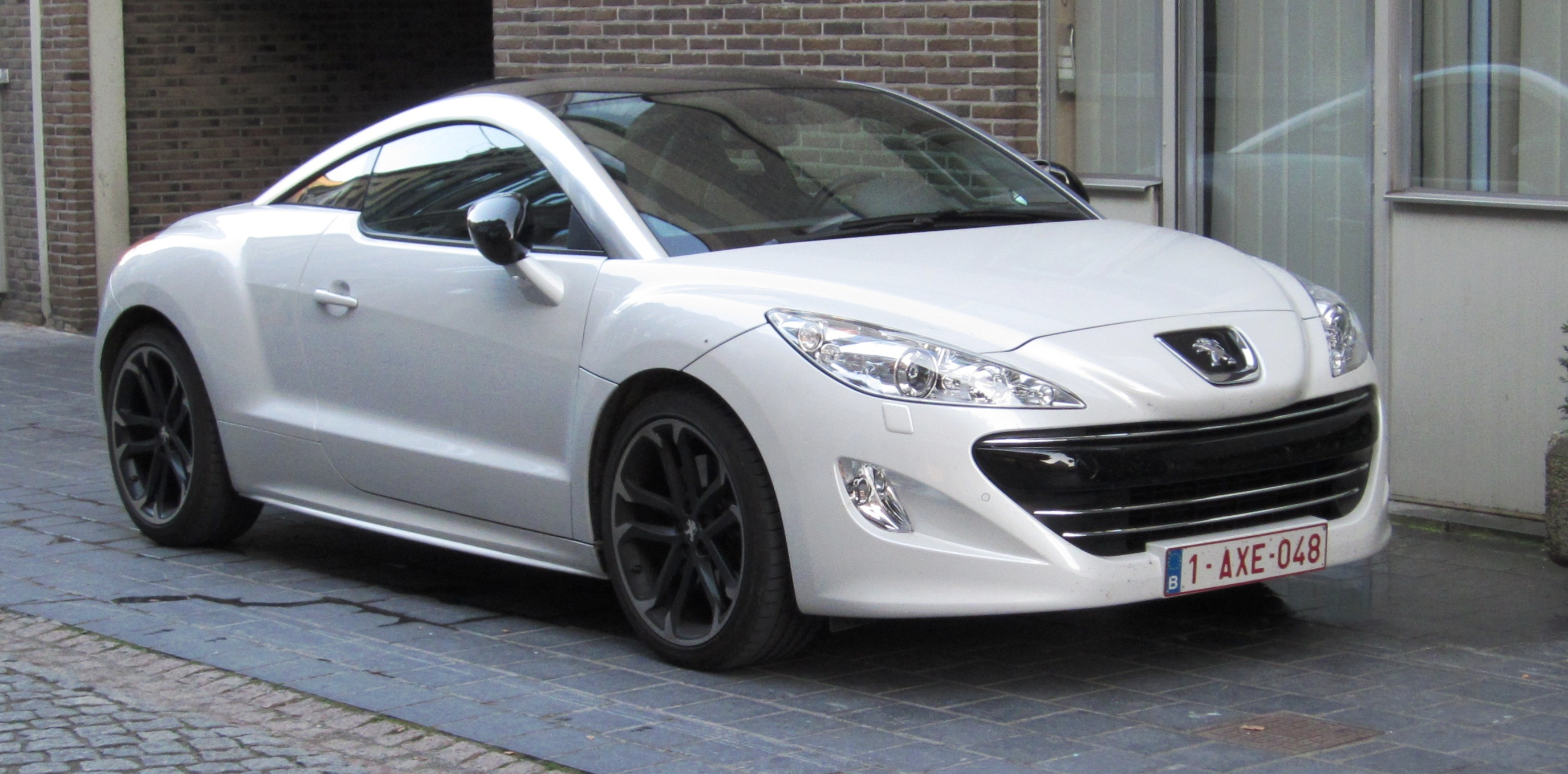
Une Peugeot RCZ 1.6 L THP 200 ch.

D'abord destiné au milieu de gamme, le « moteur EP » est par la suite décliné en version plus sportive. Les Peugeot 207 RC et Mini Cooper S inaugurent en 2007 la version 175 ch. En 2008, le préparateur John Cooper Works sort une version poussée à 211 ch pour 6 000 tr/min tout en conservant la garantie constructeur. En 2010, une version 200 ch est étrennée par le modèle sportif Peugeot 308 GTi et intègre à la fois la levée variable de soupape et un turbo.
Les nouvelles normes Euro5 conduisent à une optimisation des moteurs. L'EP6CDT remplace l'EP6DT, il gagne 6 ch pour des émissions moindres. De la même manière, l'EP6C remplace l'EP6 et l'EP3C remplace l'EP3. Mis à part les émissions les caractéristiques restent identiques pour ces deux derniers. L'EP6DTS évolue chez BMW et gagne 9 ch sur la Mini Countryman
 tandis qu'il n'est pas remplacé chez PSA, conduisant à l'arrêt de production de la Peugeot 207 RC.
Une version EP8 (EP6 réalésé) a été développée pour la C6 400THP Chinoise (155 kW à 5 500 tr/min - couple maxi 300 N m de 1 900 à 4 500 tr/min).
Une déclinaison tri-cylindres "EB" économe pour l'entrée de gamme est également prévue, deux atmosphériques de 1,0 L et 1,2 L de cylindrée et une turbocompressée de 1,2 L dans laquelle PSA aurait investi 175 millions d'euros. La version turbo serait produite à Douvrin tandis que les versions atmosphériques seraient assemblées dans l'usine de Trémery, en Moselle.
Une version baptisée EP6CDTR est présentée sur le coupé RCZ R au « Festival of Speed » de Goodwood en juillet 2013. Ce nouveau moteur de 270 ch et 330 N m pour 1,6 l de cylindrée et des émissions de CO2 contenues à 145 g/km .Ce moteur répond à la norme Euro 6. Il développe sa puissance maximale de 199 kW (270 ch) à 6 000 tr/min et un couple maximal de 330 N m de 1 900 tr/min à5500 tr/min. Ce nouveau moteur bénéficie d’un traitement thermique spécifique avant usinage, d'un équipage mobile spécifique, d'un collecteur d'échappement à l'architecture retravaillée. Le Turbo Borg Warner twinscroll a été revu pour renforcer sa robustesse. Les nouveaux pistons, assurant un taux de compression de 9,2, développés avec MAHLE Motorsport, adoptent une structure forgée, ainsi qu’une nuance d’aluminium utilisée en Formule 1, leur refroidissement est assuré par 2 gicleurs.
Les bielles évoluent également pour résister à une utilisation à haut régime du moteur. Leurs coussinets avec revêtement polymère permettent de résister aux pressions cylindre plus élevées, brevetés et présentés en 2011 par Mahle, ils sont appliqués en série en première mondiale sur RCZ R.

### Fiabilité
Les versions suralimentées THP 150 ch et 175 ch du « moteur Prince » ont souvent été sujettes à des problèmes liés à la distribution avant 30 000 km. BMW a publié une note technique (SI M 11 02 07) concernant le remplacement du tendeur de chaîne de distribution par un nouveau modèle mieux calibré, PSA n'a quant à lui publié aucune information officielle à ce sujet.
Les symptômes seraient, selon le magazine Autoplus, une perte de puissance, lié à un décalage de la distribution, ou des claquements importants à froid liés à la détente de la chaine de distribution. Ces symptômes interviennent généralement entre 30 000 et 50 000 km et peuvent conduire à une casse moteur.
Ces problèmes sont supposés éradiqués depuis le passage à 156 ch en avril 2010, même si une troisième version du tendeur de chaine a été dévoilée par la suite.
Pourtant, de nombreux modèles continuent d'être touchés par ce défaut de distribution, notamment le coupé RCZ 1,6l THP 156, et cela sur des modèles produits jusqu'en 2012. Le tendeur hydraulique est toujours incriminé. Il faut noter que la totalité du système de distribution de ce moteur est conçue par BMW.
Les versions turbocompressées étant des moteurs à injection directe, elles sont également sujet à l'accumulation de dépôts de suie sur les soupapes d'admission avec les kilomètres parcourus. Cela engendre une perte de puissance, une surconsommation et un régime instable dans les cas les plus extrêmes. Un nettoyage manuel des soupapes est nécessaire pour régler le problème, mais celui-ci fera son retour tôt ou tard. 
Un autre problème majeur rencontré par ce bloc est la surconsommation d'huile, due à une usure prématurée des joints de queue de soupape (les joints s'abimant à cause de la chaleur très importante dégagée par le bloc) et une segmentation sous dimensionnée. Cette surconsommation commence généralement à faire son apparition vers les 80 000 km, et peut avec le temps atteindre plus de deux litres d'huile pour 1 000 km. 
Ce moteur a connu de nombreuses autres avaries de moindre importance : il a été plus ou moins définitivement fiabilisé lors de la sortie de la dénomination "1.6 Puretech" (à ne pas confondre avec la version 3 cylindres 1.2 Puretech).

## Tableau comparatif

### Versions suralimentées
| Appellation commerciale                                        | 1.6l THP 125 ch                                              | 1.6l THP 135 ch                                              | 1.6 THP 140 ch                                               | 1.6 THP 150 ch                                               | 1.6l THP 156 ch                                              | 1.6l THP 160 ch                                              | 1.6l e-THP 165 ch                                            | 1.6l THP 200 ch                                              | 1.6l e-THP [205 / 208 / 210] ch                                                                   | 1,6L THP 250 S&S                                             | 1.6 THP 270 ch                                               | 1,6L THP 270 S&S                                             | PureTech 180 ch S&S                                              | PureTech 225 S&S                                             | PureTech 263 S&S                                             | 1.6l THP [175 / 202 / 207] ch                                                                 | 1.6l JCW 211 ch                                              | 1.6l THP 184 ch                                              |
| Appellation technique [Type réglementaire] (Repère sur moteur) | EP6CDTD [5FA] (5F02)                                         | EP6FDTMB                                                     | EP6DT [5FT]                                                  | EP6DT [5FX]                                                  | EP6CDT[5FV]                                                  | EP6CDTM[5FM]                                                 | EP6FDT [5GZ] EP6FDTM [5GY]                                   | EP6CDTX[5FU]                                                 | EP6FDTX [5GT] EP6FDTX [5GR]                                                                       | EP6FDTR [5GP]                                                | EP6CDTR [5FG]                                                | EP6FDTR [5GN]                                                | EP6FADTXD                                                        | EP6FADTX                                                     | EP6FADTR                                                     | N14 / EP6DTS [5FY] / EP6DTS [5FD]                                                             | N14B16C                                                      | N18 / EP6CDTS                                                |
| Utilisateurs                                                   | PSA                                                          | PSA                                                          | PSA                                                          | PSA                                                          | PSA                                                          | PSA                                                          | PSA                                                          | PSA                                                          | PSA                                                                                               | PSA                                                          | PSA                                                          | PSA                                                          | PSA                                                              | PSA                                                          | PSA                                                          | Mini / PSA                                                                                    | Mini                                                         | BMW / PGO                                                    |
| Bloc moteur                                                    | Aluminium                                                    | Aluminium                                                    | Aluminium                                                    | Aluminium                                                    | Aluminium                                                    | Aluminium                                                    | Aluminium                                                    | Aluminium                                                    | Aluminium                                                                                         | Aluminium                                                    | Aluminium                                                    | Aluminium                                                    | Aluminium                                                        | Aluminium                                                    | Aluminium                                                    | Aluminium                                                                                     | Aluminium                                                    | Aluminium                                                    |
| Nb cylindres / soupapes                                        | 4 cylindres en ligne / 16 soupapes                           | 4 cylindres en ligne / 16 soupapes                           | 4 cylindres en ligne / 16 soupapes                           | 4 cylindres en ligne / 16 soupapes                           | 4 cylindres en ligne / 16 soupapes                           | 4 cylindres en ligne / 16 soupapes                           | 4 cylindres en ligne / 16 soupapes                           | 4 cylindres en ligne / 16 soupapes                           | 4 cylindres en ligne / 16 soupapes                                                                | 4 cylindres en ligne / 16 soupapes                           | 4 cylindres en ligne / 16 soupapes                           | 4 cylindres en ligne / 16 soupapes                           | 4 cylindres en ligne / 16 soupapes                               | 4 cylindres en ligne / 16 soupapes                           | 4 cylindres en ligne / 16 soupapes                           | 4 cylindres en ligne / 16 soupapes                                                            | 4 cylindres en ligne / 16 soupapes                           | 4 cylindres en ligne / 16 soupapes                           |
| Énergie                                                        | Essence sans plomb                                           | Essence sans plomb                                           | Essence sans plomb                                           | Essence sans plomb                                           | Essence sans plomb                                           | Essence sans plomb                                           | Essence sans plomb                                           | Essence sans plomb                                           | Essence sans plomb                                                                                | Essence sans plomb                                           | Essence sans plomb                                           | Essence sans plomb                                           | Essence sans plomb                                               | Essence sans plomb                                           | Essence sans plomb                                           | Essence sans plomb                                                                            | Essence sans plomb                                           | Essence sans plomb                                           |
| Cylindrée / alésage × course                                   | 1 598 cm3 / 77 × 85,8 mm                                     | 1 598 cm3 / 77 × 85,8 mm                                     | 1 598 cm3 / 77 × 85,8 mm                                     | 1 598 cm3 / 77 × 85,8 mm                                     | 1 598 cm3 / 77 × 85,8 mm                                     | 1 598 cm3 / 77 × 85,8 mm                                     | 1 598 cm3 / 77 × 85,8 mm                                     | 1 598 cm3 / 77 × 85,8 mm                                     | 1 598 cm3 / 77 × 85,8 mm                                                                          | 1 598 cm3 / 77 × 85,8 mm                                     | 1 598 cm3 / 77 × 85,8 mm                                     | 1 598 cm3 / 77 × 85,8 mm                                     | 1 598 cm3 / 77 × 85,8 mm                                         | 1 598 cm3 / 77 × 85,8 mm                                     | 1 598 cm3 / 77 × 85,8 mm                                     | 1 598 cm3 / 77 × 85,8 mm                                                                      | 1 598 cm3 / 77 × 85,8 mm                                     | 1 598 cm3 / 77 × 85,8 mm                                     |
| Type                                                           | Suralimenté, turbocompresseur Twin Scroll, injection directe | Suralimenté, turbocompresseur Twin Scroll, injection directe | Suralimenté, turbocompresseur Twin Scroll, injection directe | Suralimenté, turbocompresseur Twin Scroll, injection directe | Suralimenté, turbocompresseur Twin Scroll, injection directe | Suralimenté, turbocompresseur Twin Scroll, injection directe | Suralimenté, turbocompresseur Twin Scroll, injection directe | Suralimenté, turbocompresseur Twin Scroll, injection directe | Suralimenté, turbocompresseur Twin Scroll, injection directe                                      | Suralimenté, turbocompresseur Twin Scroll, injection directe | Suralimenté, turbocompresseur Twin Scroll, injection directe | Suralimenté, turbocompresseur Twin Scroll, injection directe | Suralimenté, turbocompresseur Twin Scroll, injection directe     | Suralimenté, turbocompresseur Twin Scroll, injection directe | Suralimenté, turbocompresseur Twin Scroll, injection directe | Suralimenté, turbocompresseur Twin Scroll, injection directe                                  | Suralimenté, turbocompresseur Twin Scroll, injection directe | Suralimenté, turbocompresseur Twin Scroll, injection directe |
| Modèle / Version utilisateur (non exhaustif)                   | Peugeot 308 II                                               |                                                              | Peugeot 308 I                                                | Peugeot 308 I                                                | Peugeot 508 I Peugeot RCZ Peugeot 308 I                      | Citroën DS4                                                  | Peugeot 508 I Peugeot 5008 II                                | Peugeot RCZ Peugeot 208 GTi Peugeot 308 GTi                  | Peugeot 308 II GT (205) Peugeot 208 GTi / GTi 30th / GTi by PSP / DS3 Performance (208) DS4 (210) | Peugeot 308 II GTi                                           | Peugeot RCZ R                                                | Peugeot 308 II GTi by PSP                                    | Peugeot 508 II Peugeot 5008 II DS7 Crossback Citroën C5 Aircross | Peugeot 308 II GT Peugeot 508 II DS7 Crossback               | Peugeot 308 II GTi by PSP (09/2018 →)                        | Peugeot 207 RC / Peugeot 308 I / Mini R56 Cooper S (175 ch) Citroën DS3 Racing (202 / 207 ch) | Mini R56 Cooper S John Cooper Works                          | Mini R56 Cooper S                                            |
| Divers                                                         |                                                              |                                                              | BVA4 (AL4)                                                   | BVM (MCM)                                                    |                                                              | BVA6                                                         |                                                              |                                                              | Injection 200 bars                                                                                | Injection 200 bars                                           | Injection 200 bars                                           | Injection 200 bars                                           | BVA8 (ATN8)                                                      | BVA8 (ATN8)                                                  |                                                              |                                                                                               |                                                              |                                                              |
| Puissance maxi (ch CEE et kW CEE)                              | 125 ch (92 kW) à 6 000 tr/min                                | 136 ch (100 kW) à tr/min                                     | 140 ch (103 kW) à 6 000 tr/min                               | 150 ch (110 kW) à 5 800 tr/min                               | 156 ch (115 kW) à 6 000 tr/min                               | 163 ch (120 kW) à 6 000 tr/min                               | 165 ch (121 kW) à 6 000 tr/min                               | 200 ch (147 kW) à 5 500 tr/min                               | 205 / 208 / 210 ch (151 / 153 / 155 kW) à 5 500 tr/min                                            | 250 ch (184 kW) à 6 000 tr/min                               | 270 ch (199 kW) à 6 000 tr/min                               | 270 ch (199 kW) à 6 000 tr/min                               | 180 ch (133 kW) à 6 000 tr/min                                   | 225 ch (169 kW) à 5 500 tr/min                               | 263 ch (193 kW) à 6 000 tr/min                               | 175 / 202 / 207 ch (131 / 151 / 154 kW) à 6 000 tr/min                                        | 211 ch (157 kW) à 6 000 tr/min                               | 184 ch (137 kW) à 5 500 tr/min                               |
| Couple maxi (N m CEE)                                          | 200 N m à 1 400 tr/min                                       |                                                              | 200 N m à 1 400 tr/min                                       | 240 N m à 1 400 tr/min                                       | 240 N m à 1 400 tr/min                                       | 240 N m à 1 400 tr/min                                       | 240 N m à 1 400 tr/min                                       | 270 N m à 1 700 tr/min                                       | (205/210)285 N m à 1 750 tr/min(208) 300 N m à 1 700 tr/min                                       | 330 N m à 1 900 tr/min                                       | 330 N m à 1 900 tr/min                                       | 330 N m à 1 900 tr/min                                       | 240 N m à 1 600 tr/min 275 N m à 2 000 tr/min                    | 300 N m à 2 500 tr/min                                       | 340 N m à 2 100 tr/min                                       | 285 / 300 / 285 N m à 1 700 tr/min                                                            | 260 N m à 1 850 tr/min                                       | 250 N m à 1 750 tr/min                                       |
| Couple temporaire Overboost                                    | Non                                                          |                                                              |                                                              | 260 N m                                                      | 260 N m                                                      | Non                                                          | Non                                                          | Non                                                          | Non                                                                                               | Non                                                          | Non                                                          | Non                                                          | Non                                                              | Non                                                          | Non                                                          | 280 N m                                                                                       |                                                              |                                                              |
| Norme de dépollution                                           | Euro 5                                                       | -                                                            | Euro 4                                                       | Euro 4                                                       | Euro 5                                                       | Euro 5                                                       | Euro 6 / Euro 5                                              | Euro 5                                                       | Euro 6                                                                                            | Euro 6                                                       | Euro 5                                                       | Euro 6                                                       | Euro 6d-TEMP                                                     | Euro 6d-TEMP                                                 | Euro 6d-TEMP                                                 | Euro 4 / Euro 5                                                                               | Euro 5                                                       | Euro 5                                                       |

### Versions atmosphériques
| Appellation commerciale      | 1.4l VTI 95 ch                          | 1.4l VTI 98 ch                          | 1.6l VTI 95 ch                          | 1.6l VTI 120 ch                         | 1.6l VTI 122 ch                         |
| Appellation technique        | EP3                                     | EP3C                                    | EP6F                                    | EP6                                     | EP6C                                    |
| Utilisateurs                 | PSA / BMW                               | PSA / BMW                               | PSA / BMW                               | PSA / BMW                               | PSA / BMW                               |
| Bloc moteur                  | Aluminium                               | Aluminium                               | Aluminium                               | Aluminium                               | Aluminium                               |
| Nb cylindres / soupapes      | 4 cylindres en ligne / 16 soupapes      | 4 cylindres en ligne / 16 soupapes      | 4 cylindres en ligne / 16 soupapes      | 4 cylindres en ligne / 16 soupapes      | 4 cylindres en ligne / 16 soupapes      |
| Énergie                      | Essence sans plomb                      | Essence sans plomb                      | Essence sans plomb                      | Essence sans plomb                      | Essence sans plomb                      |
| Type                         | Atmosphérique VVT à injection indirecte | Atmosphérique VVT à injection indirecte | Atmosphérique VVT à injection indirecte | Atmosphérique VVT à injection indirecte | Atmosphérique VVT à injection indirecte |
| Cylindrée / alésage × course | 1 398 cm3 / 77 × 75 mm                  | 1 398 cm3 / 77 × 75 mm                  | 1 598 cm3 / 77 × 85,8 mm                | 1 598 cm3 / 77 × 85,8 mm                | 1 598 cm3 / 77 × 85,8 mm                |
| Puissance max (ch DIN)       | 95 ch à 6 000 tr/min                    | 98 ch à 6 000 tr/min                    | 98 ch à 6 000 tr/min                    | 120 ch à 6 000 tr/min                   | 122 ch à 6 000 tr/min                   |
| Puissance max (kW)           | 70 kW à 6 000 tr/min                    | 72 kW à 6 000 tr/min                    | 72 kW à 6 000 tr/min                    | 88 kW à 6 000 tr/min                    | 90 kW à 6 000 tr/min                    |
| Couple max (N m)             | 136 N m à 4 000 tr/min                  | 136 N m à 4 000 tr/min                  | 152 N m à 3 500                         | 160 N m à 4 250 tr/min                  | 160 N m à 4 250 tr/min                  |
| Norme de dépollution         | Euro 4                                  | Euro 5                                  | Euro 6                                  | Euro 4                                  | Euro 5                                  |

Les moteurs trois cylindres de la série EB remplacent les moteurs atmosphériques EP 4 cylindres de 2012 à fin 2015.

## Liste des véhicules
Plusieurs constructeurs exploitent les « moteurs EP » : Peugeot, Citroën, BMW , à partir de 2012.
La liste est non exhaustive.

### Moteurs atmosphériques
Peugeot :
- 207
- 208 I
- 2008 I
- 308 II
- 3008 I
- 408 II
- 508 I
- 5008 I

Citroën :
- C3 II
- C3 Picasso
- C4 II
- C4 Picasso I
- C5 II
- Berlingo

DS :
- DS3
- DS4

BMW :
- BMW Série 1
- BMW Série 3

Mini :
- Mini One et Mini Cooper
- Mini Countryman

### Moteurs suralimentés
Peugeot :
- 207
- 208 I
- 308 I/308 II
- 3008 I
- Peugeot 408/408 II
- 508 I
- 4008 I
- 5008 I
- RCZ

Citroën :
- C4 I
- C4 II
- C4 Picasso/Picasso II
- C5 II
- C5 Aircross
- C5 x

DS :
- DS 3
- DS 4
- DS 5/5LS
- DS 6
- DS 7

BMW :
- BMW Série 1
- BMW Série 3

Mini :
- Mini Cooper S
- Mini Countryman
- Mini John Cooper Works

PGO Automobiles :
- PGO Cévennes
- PGO Hemera
- PGO Speedster II

Secma :
- Secma F16 Turbo